# Agnes Bugge
Agnes Bugge (anterior a 1417 -  después de 1430) fue una cervecera inglesa. 
Famosa por ser cervecera mujer en el siglo XV. Por lo general las esposas ayudaban a sus esposos y sus contribuciones nunca figuraban. Pero en el caso de Budge su marido fue un pañero quedando claro que la preparación era de su autoría. Esto se observó en 1419/1420 cuándo los cerveceros estaban en disputa con la ciudad de Londres, los cerveceros acordaron crear un fondo para financiar la disputa y el esposo de Bugge pagó la contribución más alta. El esposo de Idónea Hatton también hizo un aporte pero en su caso tenían la cervecería conjuntamente. 19 de las 24 fábricas de cerveza involucradas incluían mujeres, pero la fábrica de cerveza de Bugge parecía ser la única operada por una mujer, aunque se observó que el 80% de las fábricas de cerveza estaban dirigidas en parte por una mujer casada. Cuando el esposo murió, queda claro cómo vio la ley la situación, ya que la fábrica de cerveza quedó en manos de Agnes. Los cerveceros asociados ganaron el caso contra la ciudad de Londres. En ese momento, el alcalde de Londres era Dick Whittington.